# Merodon planifacies
Merodon planifacies är en tvåvingeart som beskrevs av Mario Bezzi 1915. Merodon planifacies ingår i släktet narcissblomflugor, och familjen blomflugor. Inga underarter finns listade i Catalogue of Life.